# Schizostachyum mampouw
Schizostachyum mampouw är en gräsart som beskrevs av Elizabeth A. Widjaja. Schizostachyum mampouw ingår i släktet Schizostachyum och familjen gräs. Inga underarter finns listade i Catalogue of Life.